# Faramea umbellifera
Faramea umbellifera är en måreväxtart som först beskrevs av Karel Presl, och fick sitt nu gällande namn av Johannes Müller Argoviensis. Faramea umbellifera ingår i släktet Faramea och familjen måreväxter. Inga underarter finns listade i Catalogue of Life.